# Ron Howard
Ronald William „Ron“ Howard (* 1. března 1954, Duncan, Oklahoma) je americký filmový režisér, producent a herec, otec herečky Bryce Dallas Howardové, který za film Čistá duše obdržel Oscara pro nejlepší režii.
V televizi se objevoval již od dětství. Osm sezón hrál Opieho Taylora v sitcomu The Andy Griffith Show. Později šest let ztvárňoval teenagera Richieho Cunninghama v situační komedii Happy Days, kde se potkal s dalšími hereckými členy rodiny. Ve filmu si zahrál první výraznější postavy ve snímcích Americké graffiti (1973) a Střelec (1976). Režijním debutem se v roce 1977 stala komedie Grand Theft Auto. Seriál Happy Days opustil roku 1980, aby se více zaměřil na režii. Mezi snímky, které natočil jsou i oscarové Zámotek, Apollo 13 a Čistá duše. V roce 2003 mu prezident Bush udělil Státní medaili v oblasti umění.

## Osobní život
Narodil se do rodiny herečky Jean Speegle Howardové a režiséra, spisovatele a herce Rance Howarda, který v té době plnil tříletou vojenskou službu u Letectva Spojených států. V roce 1958 se rodina přestěhovala do Hollywoodu. Rok poté se narodil jeho mladší bratr Clint Howard, který se stal hercem. Po třech letech se rodina přestěhovala do Burbanku.
Po ukončení střední školy Johna Burroughse, pokračoval studiem na School of Cinematic Arts Jihokalifornské univerzity, ale fakultu nedokončil.
Dne 7. června 1975 se oženil s přítelkyní ze střední školy Cheryl Alleyovou, spisovatelkou, která má vzdělání v oboru geriatrické psychologie. Do manželství se narodily čtyři děti: dcery Bryce Dallas (nar. 1981), Jocelyn Carlyle a Paige Carlyle (dvojčata, nar. 1985) a syn Reed Cross (nar. 1987). Dívky získaly druhé jméno po místu, kde byly počaty – Bryce v Dallasu a dvojčata Jocelyn s Paige v Hotelu Carlyle v New Yorku. Syn Reed Cross získal prostřední jméno po londýnské ulici, protože podle režiséra „Volvo není moc dobré druhé jméno“. V únoru 2007 se stal dědečkem, když Bryce Dallas porodila syna Theodora Normana Howarda Gabela.
V červnovém vydání časopisu Vanity Fair z roku 2006 na otázku: „Co považujete za svůj největší úspěch?“, odpověděl slovy: „Čtyřicet osm let bez přestávky ve stálém zaměstnání u televize a filmu, během nichž jsem dokázal ochránit bohatý rodinný život.“

## Filmografie

### Režijní filmografie

#### Film

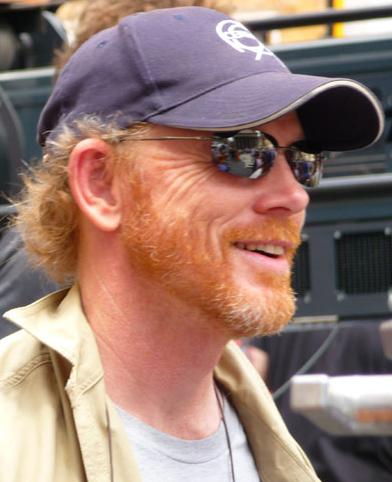
Howard během natáčení filmu Andělé a démoni v Římě, 2008

| Režijní filmografie – film | Režijní filmografie – film        | Režijní filmografie – film                           | Režijní filmografie – film |
| Rok                        | Film                              | Poznámka                                             |                            |
| -------------------------- | --------------------------------- | ---------------------------------------------------- | -------------------------- |
| 1969                       | Old Paint                         | krátkometrážní                                       |                            |
| 1969                       | Deed of Daring-Do                 | krátkometrážní                                       |                            |
| 1969                       | Cards, Cads, Guns, Gore and Death | krátkometrážní                                       |                            |
| 1977                       | Grand Theft Auto                  | také scenárista                                      |                            |
| 1982                       | Noční služba                      |                                                      |                            |
| 1984                       | Žbluňk!                           |                                                      |                            |
| 1985                       | Zámotek                           | 2 Oscary                                             |                            |
| 1986                       | Hurá!                             | také výkonný producent                               |                            |
| 1988                       | Willow                            |                                                      |                            |
| 1989                       | Rodičovství                       | také scenárista                                      |                            |
| 1991                       | Oheň                              |                                                      |                            |
| 1992                       | Navždy a daleko                   | také scenárista a producent                          |                            |
| 1994                       | Noviny                            |                                                      |                            |
| 1995                       | Apollo 13                         | 2 Oscary, 9 nominací                                 |                            |
| 1996                       | Výkupné                           |                                                      |                            |
| 1999                       | Ed TV                             | také producent                                       |                            |
| 2000                       | Grinch                            | také producent                                       |                            |
| 2001                       | Čistá duše                        | 4 Oscary: včetně nejlepší režie, také producent      |                            |
| 2003                       | Ztracené                          | také producent                                       |                            |
| 2005                       | Těžká váha                        | také producent                                       |                            |
| 2006                       | Šifra mistra Leonarda             | také producent                                       |                            |
| 2008                       | Duel Frost/Nixon                  | Nominace na Oscara za nejlepší režii, také producent |                            |
| 2009                       | Andělé a démoni                   | také producent                                       |                            |
| 2011                       | Dilema                            | také producent                                       |                            |
| 2013                       | Rivalové                          | také producent                                       |                            |
| 2015                       | V srdci moře                      | také producent                                       |                            |
| 2016                       | Inferno                           | také producent                                       |                            |
| 2018                       | Solo: Star Wars Story             |                                                      |                            |

#### Televize
| Režijní filmografie – televize | Režijní filmografie – televize | Režijní filmografie – televize               |
| Rok                            | Název                          | Poznámka                                     |
| ------------------------------ | ------------------------------ | -------------------------------------------- |
| 1978                           | Cotton Candy                   | autor/režie                                  |
| 1980                           | Skyward                        | režie/výkonný producent                      |
| 1981                           | Through the Magic Pyramid      | režie/výkonný producent                      |
| 1983                           | Littleshots                    | režie                                        |
| 1987                           | Take Five                      | režie/výkonný producent                      |
| 1988                           | Poison                         | výkonný producent                            |
| 1998                           | Sports Night                   | výkonný producent                            |
| 1999                           | The PJs                        | pouze výkonný producent                      |
| 2003                           | Arrested Development           | výkonný producent/scénář                     |
| 2010                           | Rodičovství                    | pouze výkonný producent                      |
| 2017                           | Génius                         | režie pilotního dílu, také výkonný producent |